# Fluido refrigerante

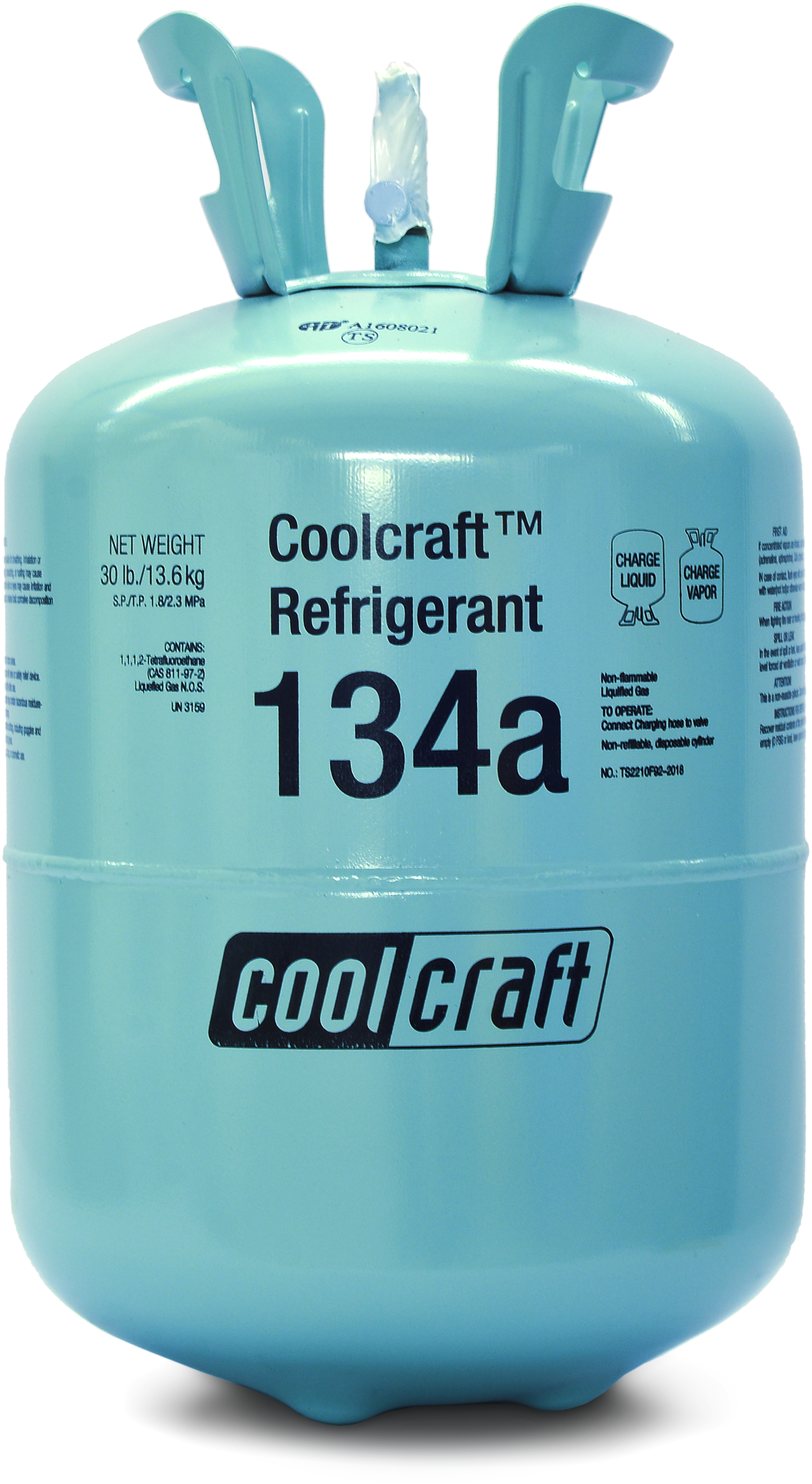
Esempio di refrigerante in bombola (R-134a o 1,1,1,2-tetrafluoroetano)

Un fluido refrigerante (o semplicemente refrigerante) è il fluido operativo di un ciclo frigorifero, che ha il compito di trasferire calore da una sorgente a temperatura più elevata ad una sorgente a temperatura più bassa. Tale trasferimento di calore può avvenire mediante scambio di calore latente (evaporazione, condensazione) e/o mediante scambio di calore sensibile (riscaldamento, raffreddamento).
È opportuno che il refrigerante possieda: 
- elevata densità, sia alla fase aeriforme sia liquido
- elevata entalpia di vaporizzazione
- elevata capacità termica
- elevata stabilità nelle condizioni di utilizzo.

## Fluidi per cicli frigoriferi
I fluidi refrigeranti possono essere impiegati in un ciclo a compressione di vapore, mentre per un ciclo ad assorbimento si utilizzano ammoniaca o bromuro di litio (absorbimento) e gel di silice o zeoliti (adsorbimento).
Le caratteristiche più importanti di un fluido refrigerante da utilizzarsi in un ciclo a compressione di vapore sono da ricondursi alla necessità di ridurre il lavoro del compressore.
I clorofluorocarburi (chiamati anche CFC o freon) sono state le prime sostanze ad essere utilizzate nei cicli frigoriferi a compressione, in quanto la sostituzione di un atomo di idrogeno con un atomo di fluoro è un'operazione semplice che provoca un aumento di densità, e provoca generalmente un aumento dell'entalpia di evaporazione e un aumento della temperatura di ebollizione.
Oltre ai refrigeranti puri esistono anche miscele a più componenti raggruppate nella serie R-400 (miscele zeotropiche, che vedono variare la temperatura nella trasformazione di fase a pressione costante) e nella serie R-500 (miscele con azeotropo, con comportamento simile a quello di un fluido puro).
Altri fluidi refrigeranti sono: R-170 (etano), R-290 (propano), R-600 (butano), R-600a (isobutano), R-610 (etere dietilico), R-717 (ammoniaca), R-744 (anidride carbonica), R-1150 (etilene), R-1270 (propilene).

## Classificazione ASHRAE
Tale designazione è stata ideata in passato dalle Industrie DuPont. Data l'estesa diffusione, tale classificazione è stata poi tradotta nella norma americana ASHRAE 34, utilizzando una sigla del tipo:
X - I  - II - III - IV - V - VI
- X - Viene usata comunemente la lettera maiuscola "R" (Refrigerante). È possibile usare in alternativa un prefisso indicante il tipo di refrigerante. Nel caso il composto sia un alogenuro alchilico saturo si usa la lettera "C" preceduta dalle lettere "H","B","C" o "F" nel caso il composto contenga idrogeno (H), bromo (B), cloro (C) oppure fluoro (F). Ad esempio CFC (clorofluorocarburo) e HFC (idrofluorocarburo). Nel caso di alogenuri alchilici insaturi si usa la lettera "O" preceduta dalle lettere "H", "B", "C", o "F". Ad esempio HFO (idrofluoroolefina), HCFO (idroclorofluoroolefina). Se il composto fosse un etere si dovrebbe usare la lettera "E", preceduta dalle lettere "H","B","C" o "F". Ad esempio HFE (idrofluoroetere).
- I - Si pone una "C" in caso di derivati ciclici. Una "E" nel caso il composto fosse un etere. Altrimenti 0 (in tal caso si omette).
- II - Numero di legami doppi. Se uguale a 0 si omette.
- III - Numero di atomi di carbonio meno uno. Quindi vale 1 per i derivati dall'etano e 0 per i derivati dal metano.
- IV - Numero di atomi di idrogeno più uno
- V - Numero di atomi di fluoro
- VI - Una o più lettere dell'alfabeto minuscole o una lettera maiuscola secondo quanto segue: dal momento che i gas  da R-10 fino a tutta la serie R-300 sono derivati  dell'etano, propano, o butano per sostituzione di atomi di idrogeno con cloro, fluoro, bromo, possono avere uguale composizione chimica ma diversa struttura molecolare (isomero). Per indicare quella scelta tra le varie strutture possibili, si aggiungono una o più lettere minuscole (per esempio R-134a, R-123b, R-225eb). Normalmente si pone una "a" per denotare un isomero posizionale asimmetrico. Per le serie R-400 e R-500 (miscele di altri gas refrigeranti), le lettere maiuscole A, B e C individuano univocamente le percentuali in peso dei componenti. Per esempio R-407 è sempre una miscela di R32/R125/R134a, ma al variare della concentrazione percentuale dei tre componenti avremo tante miscele che distingueremo tra A, B, C; quindi: R-407A (44/52/4), R-407B (10/70/20) e così via.

Grazie a questa notazione, per i gas da R-10 a tutta la serie R-300 è possibile risalire più agevolmente alla formula chimica bruta: è sufficiente sommare 90 al numero identificativo del gas. Il numero di tre cifre così trovato identifica nelle centinaia gli atomi di carbonio, nelle decine gli idrogeni, e nell'unità il fluoro (R-134a; 134+90=224; C=2 H=2 F=4). Gli atomi di cloro si attribuiscono indirettamente, considerando che ciascun carbonio deve necessariamente essere legato a 4 altri atomi; se il numero di atomi di fluoro e idrogeno (ed eventuali ulteriori atomi, come il bromo, indicati nella sigla del refrigerante) non bastano a questo scopo, si aggiungono un adeguato numero di atomi di cloro. Nei casi di composti che derivano da alcani lineari, in assenza di particolarità, si può adottare la formula: 
Cl = 2 C − H − F + 2
Ad esempio, nel caso di R-115 si ha:
115 + 90 = 205  →  C = 2    H = 0    F = 5
Essendo R-115 un composto derivato dall'etano, gli atomi di carbonio possono realizzare altri 6 legami, di cui 5 già saturati con il fluoro. Da ciò si deduce che occorre un solo atomo di cloro per completare la molecola. In alternativa dalla formula si ottiene: Cl = 2C − H − F + 2 = 2 × 2 − 0 − 5 + 2 = 1.
Pertanto il refrigerante R-115 ha formula bruta C2F5Cl (cloropentafluoroetano).

### Modifiche allo standard 34
Di recente  nello standard 34 sono state introdotte due designazioni aggiuntive per indicare l'infiammabilità e la tossicità del fluido.
In base all'infiammabilità i fluidi vengono divisi in 3 classi:
- 1 - refrigeranti che non propagano la fiamma
- 2 - refrigeranti a bassa infiammabilità oppure che bruciano molto lentamente (≤ 10 cm/s - sottoclasse 2L)
- 3 - refrigeranti altamente infiammabili

In base alla tossicità i fluidi vengono divisi in 2 classi
- A - Bassa tossicità
- B - Alta tossicità

### Serie dei refrigeranti
I refrigeranti sono raggruppati in "serie", ognuna con particolari caratteristiche. Tali serie includono:
- serie del metano: composti derivati dal metano (classificato come R-50), ad esempio R-11 (triclorofluorometano) e R-13 (clorotrifluorometano).
- serie dell'etano: composti derivati dall'etano (classificato come R-170), ad esempio R-113 (1,1,2-triclorotrifluoroetano) e R-125 (pentafluoroetano).
- eteri: comprende l'etere dimetilico (classificato come R-E170)
- serie del propano: composti derivati dal propano (classificato come R-290), ad esempio R-218 (ottafluoropropano).
- composti organici ciclici: comprende l'ottafluorociclobutano (classificato come R-C318)
- composti organici vari
- composti dell'azoto
- composti inorganici
- composti organici insaturi: ad esempio etilene (R-1150), propilene (R-1270)
- miscele zeotropiche: ad esempio R-410A, miscela costituita dal 50% in peso di R-32 (difluorometano ) e il restante 50% di R-125 (pentafluoroetano)
- miscela azeotropiche: miscele con azeotropo, esempio R-509

## Immagazzinamento e trasporto dei fluidi refrigeranti
I fluidi refrigeranti destinati al mercato della climatizzazione e refrigerazione sono immagazzinati in apposite bombole di varie dimensioni. Il nome indicato sull'etichetta corrisponde al codice ASHRAE del prodotto e il prezzo è stabilito in base al peso. La pressione varia tra i 30÷60 bar e in queste condizioni i refrigeranti sono sotto forma liquida e il riempimento non è mai completo perché si forma un equilibrio con la fase vapore che si addensa nello spazio di testa della bombola. Per le miscele non azeotropiche la composizione della fase aeriforme è differente da quella del liquido e quindi prelevare dal contenitore la fase gassosa o la fase liquida significa ottenere due miscele con differenti concentrazioni e proprietà. Nelle bombole con unica valvola il prelievo del liquido viene effettuato capovolgendo la bombola stessa, ma le bombole di nuova costruzione sono dotate di un doppio rubinetto: uno per l'aeriforme e uno per il liquido collegato ad un tubo pescante in prossimità del fondo.

## Altri utilizzi dei fluidi refrigeranti
Questi prodotti hanno anche un potere isolante acustico e isolante termico il che li rende adatti alla realizzazione di schiume per l'edilizia e l'autotrazione; vengono impiegati come agenti espandenti per pannelli isolanti, o come gas propellenti per aerosol medicinali.

## Lista di refrigeranti per codice R-numero
Il sistema di numerazione per codice R-# fu sviluppato dalle Industrie DuPont (che possiede il marchio Freon) e identifica sistematicamente la struttura molecolare dei refrigeranti contenenti un singolo idrocarburo alogenato.
| Sigla       | composto o miscela (tra parentesi la composizione percentuale) | Formula         | Numero CAS  |
| ----------- | -------------------------------------------------------------- | --------------- | ----------- |
| R-10        | Tetraclorometano                                               | CCl4            | 56-23-5     |
| R-11        | Triclorofluorometano                                           | CCl3F           | 75-69-4     |
| R-12        | Diclorodifluorometano                                          | CCl2F2          | 75-71-8     |
| R-12B1      | Bromoclorodifluorometano                                       | CBrClF2         | 353-59-3    |
| R-12B2      | Dibromodifluorometano                                          | CBr2F2          | 75-61-6     |
| R-13        | Clorotrifluorometano                                           | CClF3           | 75-72-9     |
| R-13B1      | Bromotrifluorometano                                           | CF3Br           | 75-63-8     |
| R-14        | Tetrafluorometano                                              | CF4             | 75-73-0     |
| R-20        | Triclorometano                                                 | CHCl3           | 67-66-3     |
| R-21        | Diclorofluorometano                                            | CHFCl2          | 75-43-4     |
| R-22        | Clorodifluorometano                                            | CHClF2          | 75-45-6     |
| R-22B1      | Bromodifluorometano                                            | CHBrF2          | 1511-62-2   |
| R-23        | Trifluorometano                                                | CHF3R-1218      | 75-46-7     |
| R-30        | Diclorometano                                                  | CH2Cl2          | 75-09-2     |
| R-31        | Clorofluorometano                                              | CH2FCl          | 593-70-4    |
| R-32        | Difluorometano                                                 | CH2F2           | 75-10-5     |
| R-40        | Clorometano                                                    | CH3Cl           | 74-87-3     |
| R-41        | Fluorometano                                                   | CH3F            | 593-53-3    |
| R-50        | Metano                                                         | CH4             | 74-82-8     |
| R-110       | Esacloroetano                                                  | C2Cl6           | 67-72-1     |
| R-111       | Pentaclorofluoroetano                                          | C2FCl5          | 354-56-3    |
| R-112       | 1,1,2,2-tetracloro-1,2-difluoroetano                           | C2F2Cl4         | 76-12-0     |
| R-112a      | 1,1,1,2-tetracloro-2,2-difluoroetano                           | C2F2Cl4         | 76-11-9     |
| R-113       | 1,1,2-triclorotrifluoroetano                                   | C2F3Cl3         | 76-13-1     |
| R-113a      | 1,1,1-triclorotrifluoroetano                                   | C2F3Cl3         | 354-58-5    |
| R-114       | 1,2-diclorotetrafluoroetano                                    | C2F4Cl2         | 76-14-2     |
| R-114a      | 1,1-diclorotetrafluoroetano                                    | C2F4Cl2         | 374-07-2    |
| R-114B2     | Dibromotetrafluoroetano                                        | C2F4Br2         | 124-73-2    |
| R-115       | Cloropentafluoroetano                                          | C2F5Cl          | 76-15-3     |
| R-116       | Esafluoroetano                                                 | C2F6            | 76-16-4     |
| R-120       | Pentacloroetano                                                | C2HCl5          | 76-01-7     |
| R-121       | 1,1,2,2-tetracloro-1-fluoroetano                               | C2HFCl4         | 354-14-3    |
| R-121a      | 1,1,1,2-tetracloro-2-fluoroetano                               | C2HFCl4         | 354-11-0    |
| R-122       | 1,1,2-tricloro-2,2-difluoroetano                               | C2HF2Cl3        | 354-21-2    |
| R-122a      | 1,1,2-tricloro-1,2-difluoroetano                               | C2HF2Cl3        | 354-15-4    |
| R-122b      | 1,1,1-tricloro-2,2-difluoroetano                               | C2HF2Cl3        | 354-12-1    |
| R-123       | 2,2-dicloro-1,1,1-trifluoroetano                               | C2HF3Cl2        | 306-83-2    |
| R-123a      | 1,2-dicloro-1,1,2-trifluoroetano                               | C2HF3Cl2        | 354-23-4    |
| R-123b      | 1,1-dicloro-1,2,2-trifluoroetano                               | C2HF3Cl2        | 812-04-4    |
| R-124       | 2-cloro-1,1,1,2-tetrafluoroetano                               | C2HF4Cl         | 2837-89-0   |
| R-124a      | 1-cloro-1,1,2,2-tetrafluoroetano                               | C2HF4Cl         | 354-25-6    |
| R-125       | Pentafluoroetano                                               | C2HF5           | 354-33-6    |
| R-E125      | (Difluorometossi)(trifluoro)metano                             | C2HF5O          | 3822-68-2   |
| R-130       | 1,1,2,2-tetracloroetano                                        | C2H2Cl4         | 79-34-5     |
| R-130a      | 1,1,1,2-tetracloroetano                                        | C2H2Cl4         | 630-20-6    |
| R-131       | 1,1,2-tricloro-2-fluoroetano                                   | C2H2FCl3        | 359-28-4    |
| R-131a      | 1,1,2-tricloro-1-fluoroetano                                   | C2H2FCl3        | 811-95-0    |
| R-131b      | 1,1,1-tricloro-2-fluoroetano                                   | C2H2FCl3        | 2366-36-1   |
| R-132       | Diclorodifluoroetano                                           | C2H2F2Cl2       | 25915-78-0  |
| R-132a      | 1,1-dicloro-2,2-difluoroetano                                  | C2H2F2Cl2       | 471-43-2    |
| R-132b      | 1,2-dicloro-1,1-difluoroetano                                  | C2H2F2Cl2       | 1649-08-7   |
| R-132c      | 1,1-dicloro-1,2-difluoroetano                                  | C2H2F2Cl2       | 1842-05-3   |
| R-132bB2    | 1,2-dibromo-1,1-difluoroetano                                  | C2H2Br2F2       | 75-82-1     |
| R-133       | 1-cloro-1,2,2-trifluoroetano                                   | C2H2F3Cl        | 431-07-2    |
| R-133a      | 1-cloro-2,2,2-trifluoroetano                                   | C2H2F3Cl        | 75-88-7     |
| R-133b      | 1-cloro-1,1,2-trifluoroetano                                   | C2H2F3Cl        | 421-04-5    |
| R-134       | 1,1,2,2-tetrafluoroetano                                       | C2H2F4          | 359-35-3    |
| R-134a      | 1,1,1,2-tetrafluoroetano                                       | C2H2F4          | 811-97-2    |
| R-E134      | Bis(difluorometil)etere                                        | C2H2F4O         | 1691-17-4   |
| R-140       | 1,1,2-tricloroetano                                            | C2H3Cl3         | 79-00-5     |
| R-140a      | 1,1,1-tricloroetano                                            | C2H3Cl3         | 71-55-6     |
| R-141       | 1,2-dicloro-1-fluoroetano                                      | C2H3FCl2        | 430-57-9    |
| R-141B2     | 1,2-dibromo-1-fluoroetano                                      | C2H3Br2F        | 358-97-4    |
| R-141a      | 1,1-dicloro-2-fluoroetano                                      | C2H3FCl2        | 430-53-5    |
| R-141b      | 1,1-dicloro-1-fluoroetano                                      | C2H3FCl2        | 1717-00-6   |
| R-142       | clorodifluoroetano                                             | C2H3F2Cl        | 25497-29-4  |
| R-142a      | 1-cloro-1,2-difluoroetano                                      | C2H3F2Cl        | 25497-29-4  |
| R-142b      | 1-cloro-1,1-difluoroetano                                      | C2H3F2Cl        | 75-68-3     |
| R-143       | 1,1,2-trifluoroetano                                           | C2H3F3          | 430-66-0    |
| R-143a      | 1,1,1-trifluoroetano                                           | C2H3F3          | 420-46-2    |
| R-143m      | Metil trifluorometil etere                                     | C2H3F3O         | 421-14-7    |
| R-E143a     | 2,2,2-trifluoroetil metil etere                                | C3H5F3O         | 460-43-5    |
| R-150       | 1,2-dicloroetano                                               | C2H4Cl2         | 107-06-2    |
| R-150a      | 1,1-dicloroetano                                               | C2H4Cl2         | 75-34-3     |
| R-151       | Clorofluoroetano                                               | C2H4ClF         | 110587-14-9 |
| R-151a      | 1-cloro-1-fluoroetano                                          | C2H4ClF         | 1615-75-4   |
| R-152       | 1,2-difluoroetano                                              | C2H4F2          | 624-72-6    |
| R-152a      | 1,1-difluoroetano                                              | C2H4F2          | 75-37-6     |
| R-160       | Cloroetano                                                     | C2H5Cl          | 75-00-3     |
| R-161       | Fluoroetano                                                    | C2H5F           | 353-36-6    |
| R-170       | Etano                                                          | C2H6            | 74-84-0     |
| R-211       | 1,1,1,2,2,3,3-eptacloro-3-fluoropropano                        | C3FCl7          | 422-78-6    |
| R-212       | Esaclorodifluoropropano                                        | C3F2Cl6         | 76546-99-3  |
| R-213       | 1,1,1,3,3-pentacloro-2,2,3-trifluoropropano                    | C3F3Cl5         | 2354-06-5   |
| R-214       | 1,2,2,3-tetracloro-1,1,3,3-tetrafluoropropano                  | C3F4Cl4         | 2268-46-4   |
| R-215       | 1,1,1-tricloro-2,2,3,3,3-pentafluoropropano                    | C3F5Cl3         | 4259-43-2   |
| R-216       | 1,2-dicloro-1,1,2,3,3,3-esafluoropropano                       | C3F6Cl2         | 661-97-2    |
| R-216ca     | 1,3-dicloro-1,1,2,2,3,3-esafluoropropano                       | C3F6Cl2         | 662-01-1    |
| R-217       | 1-cloro-1,1,2,2,3,3,3-eptafluoropropano                        | C3F7Cl          | 422-86-6    |
| R-217ba     | 2-cloro-1,1,1,2,3,3,3-eptafluoropropano                        | C3F7Cl          | 76-18-6     |
| R-218       | Ottafluoropropano                                              | C3F8            | 76-19-7     |
| R-221       | 1,1,1,2,2,3-esacloro-3-fluoropropano                           | C3HFCl6         | 422-26-4    |
| R-222       | Pentaclorodifluoropropano                                      | C3HF2Cl5        | 134237-36-8 |
| R-222c      | 1,1,1,3,3-pentacloro-2,2-difluoropropano                       | C3HF2Cl5        | 422-49-1    |
| R-223       | Tetraclorotrifluoropropano                                     | C3HF3Cl4        | 134237-37-9 |
| R-223ca     | 1,1,3,3-tetracloro-1,2,2-trifluoropropano                      | C3HF3Cl4        | 422-52-6    |
| R-223cb     | 1,1,1,3-tetracloro-2,2,3-trifluoropropano                      | C3HF3Cl4        | 422-50-4    |
| R-224       | Triclorotetrafluoropropano                                     | C3HF4Cl3        | 134237-38-0 |
| R-224ca     | 1,3,3-tricloro-1,1,2,2-tetrafluoropropano                      | C3HF4Cl3        | 422-54-8    |
| R-224cb     | 1,1,3-tricloro-1,2,2,3-tetrafluoropropano                      | C3HF4Cl3        | 422-53-7    |
| R-224cc     | 1,1,1-tricloro-2,2,3,3-tetrafluoropropano                      | C3HF4Cl3        | 422-51-5    |
| R-225       | Dicloropentafluoropropano                                      | C3HF5Cl2        | 127564-92-5 |
| R-225aa     | 2,2-dicloro-1,1,1,3,3-pentafluoropropano                       | C3HF5Cl2        | 128903-21-9 |
| R-225ba     | 2,3-dicloro-1,1,1,2,3-pentafluoropropano                       | C3HF5Cl2        | 422-48-0    |
| R-225bb     | 1,2-dicloro-1,1,2,3,3-pentafluoropropano                       | C3HF5Cl2        | 422-44-6    |
| R-225ca     | 3,3-dicloro-1,1,1,2,2-pentafluoropropano                       | C3HF5Cl2        | 422-56-0    |
| R-225cb     | 1,3-dicloro-1,1,2,2,3-pentafluoropropano                       | C3HF5Cl2        | 507-55-1    |
| R-225cc     | 1,1-dicloro-1,2,2,3,3-pentafluoropropano                       | C3HF5Cl2        | 13474-88-9  |
| R-225da     | 1,2-dicloro-1,1,3,3,3-pentafluoropropano                       | C3HF5Cl2        | 431-86-7    |
| R-225ea     | 1,3-dicloro-1,1,2,3,3-pentafluoropropano                       | C3HF5Cl2        | 136013-79-1 |
| R-225eb     | 1,1-dicloro-1,2,3,3,3-pentafluoropropano                       | C3HF5Cl2        | 111512-56-2 |
| R-226       | Cloroesafluoropropano                                          | C3HF6Cl         | 134308-72-8 |
| R-226ba     | 2-cloro-1,1,1,2,3,3-esafluoropropano                           | C3HF6Cl         | 51346-64-6  |
| R-226ca     | 3-cloro-1,1,1,2,2,3-esafluoropropano                           | C3HF6Cl         | 422-57-1    |
| R-226cb     | 1-cloro-1,1,2,2,3,3-esafluoropropano                           | C3HF6Cl         | 422-55-9    |
| R-226da     | 2-cloro-1,1,1,3,3,3-esafluoropropano                           | C3HF6Cl         | 431-87-8    |
| R-226ea     | 1-cloro-1,1,2,3,3,3-esafluoropropano                           | C3HF6Cl         | 359-58-0    |
| R-227ca     | 1,1,2,2,3,3,3-eptafluoropropano                                | C3HF7           | 2252-84-8   |
| R-227ca2    | Trifluorometil 1,1,2,2-tetrafluoroetil etere                   | C3HF7O          | 2356-61-8   |
| R-227ea     | 1,1,1,2,3,3,3-eptafluoropropano                                | C3HF7           | 431-89-0    |
| R-227me     | Trifluorometil 1,2,2,2-tetrafluoroetil etere                   | C3HF7O          | 2356-62-9   |
| R-231       | Pentaclorofluoropropano                                        | C3H2FCl5        | 134190-48-0 |
| R-232       | Tetraclorodifluoropropano                                      | C3H2F2Cl4       | 134237-39-1 |
| R-232ca     | 1,1,3,3-tetracloro-2,2-difluoropropano                         | C3H2F2Cl4       | 1112-14-7   |
| R-232cb     | 1,1,1,3-tetracloro-2,2-difluoropropano                         | C3H2F2Cl4       | 677-54-3    |
| R-233       | Triclorotrifluoropropano                                       | C3H2F3Cl3       | 134237-40-4 |
| R-233ca     | 1,1,3-tricloro-2,2,3-trifluoropropano                          | C3H2F3Cl3       | 131221-36-8 |
| R-233cb     | 1,1,3-tricloro-1,2,2-trifluoropropano                          | C3H2F3Cl3       | 421-99-8    |
| R-233cc     | 1,1,1-tricloro-2,2,3-trifluoropropano                          | C3H2F3Cl3       | 131211-71-7 |
| R-234       | Diclorotetrafluoropropano                                      | C3H2F4Cl2       | 127564-83-4 |
| R-234aa     | 2,2-dicloro-1,1,3,3-tetrafluoropropano                         | C3H2F4Cl2       |             |
| R-234ab     | 2,2-dicloro-1,1,1,3-tetrafluoropropano                         | C3H2F4Cl2       |             |
| R-234ba     | 1,2-dicloro-1,2,3,3-tetrafluoropropano                         | C3H2F4Cl2       |             |
| R-234bb     | 2,3-dicloro-1,1,1,2-tetrafluoropropano                         | C3H2F4Cl2       |             |
| R-234bc     | 1,2-dicloro-1,1,2,3-tetrafluoropropano                         | C3H2F4Cl2       |             |
| R-234ca     | 1,3-dicloro-1,2,2,3-tetrafluoropropano                         | C3H2F4Cl2       | 70341-81-0  |
| R-234cb     | 1,1-dicloro-2,2,3,3-tetrafluoropropano                         | C3H2F4Cl2       | 4071-01-6   |
| R-234cc     | 1,3-dicloro-1,1,2,2-tetrafluoropropano                         | C3H2F4Cl2       | 422-00-5    |
| R-234cd     | 1,1-dicloro-1,2,2,3-tetrafluoropropano                         | C3H2F4Cl2       | 70192-63-1  |
| R-234da     | 2,3-dicloro-1,1,1,3-tetrafluoropropano                         | C3H2F4Cl2       | 146916-90-7 |
| R-234fa     | 1,3-dicloro-1,1,3,3-tetrafluoropropano                         | C3H2F4Cl2       | 76140-39-1  |
| R-234fb     | 1,1-dicloro-3,3,3,1-tetrafluoropropano                         | C3H2F4Cl2       |             |
| R-235       | cloropentafluoropropano                                        | C3H2F5Cl        | 134237-41-5 |
| R-235ca     | 1-cloro-1,2,2,3,3-pentafluoropropano                           | C3H2F5Cl        | 28103-66-4  |
| R-235cb     | 3-cloro-1,1,1,2,3-pentafluoropropano                           | C3H2F5Cl        | 422-02-6    |
| R-235cc     | 1-cloro-1,1,2,2,3-pentafluoropropano                           | C3H2F5Cl        | 679-99-2    |
| R-235da     | 2-cloro-1,1,1,3,3-pentafluoropropano                           | C3H2F5Cl        | 134251-06-2 |
| R-235fa     | 1-cloro-1,1,3,3,3-pentafluoropropano                           | C3H2F5Cl        | 677-55-4    |
| R-236cb     | 1,1,1,2,2,3-esafluoropropano                                   | C3H2F6          | 677-56-5    |
| R-236ea     | 1,1,1,2,3,3-esafluoropropano                                   | C3H2F6          | 431-63-0    |
| R-236fa     | 1,1,1,3,3,3-esafluoropropano                                   | C3H2F6          | 690-39-1    |
| R-236me     | 1,2,2,2-tetrafluoroetil difluorometil etere                    | C3H2F6O         | 57041-67-5  |
| R-FE-36     | esafluoropropano                                               | C3H2F6          | 359-58-0    |
| R-241       | Tetraclorofluoropropano                                        | C3H3FCl4        | 134190-49-1 |
| R-242       | Triclorodifluoropropano                                        | C3H3F2Cl3       | 134237-42-6 |
| R-243       | Diclorotrifluoropropano                                        | C3H3F3Cl2       | 134237-43-7 |
| R-243ca     | 1,3-dicloro-1,2,2-trifluoropropano                             | C3H3F3Cl2       | 67406-68-2  |
| R-243cb     | 1,1-dicloro-2,2,3-trifluoropropano                             | C3H3F3Cl2       | 70192-70-0  |
| R-243cc     | 1,1-dicloro-1,2,2-trifluoropropano                             | C3H3F3Cl2       | 7125-99-7   |
| R-243da     | 2,3-dicloro-1,1,1-trifluoropropano                             | C3H3F3Cl2       | 338-75-0    |
| R-243ea     | 1,3-dicloro-1,2,3-trifluoropropano                             | C3H3F3Cl2       |             |
| R-243ec     | 1,3-dicloro-1,1,2-trifluoropropano                             | C3H3F3Cl2       |             |
| R-244       | clorotetrafluoropropano                                        | C3H3F4Cl        | 134190-50-4 |
| R-244ba     | 2-cloro-1,2,3,3-tetrafluoropropano                             | C3H3F4Cl        |             |
| R-244bb     | 2-cloro-1,1,1,2-tetrafluoropropano                             | C3H3F4Cl        | 421-73-8    |
| R-244ca     | 3-cloro-1,1,2,2-tetrafluoropropano                             | C3H3F4Cl        | 679-85-6    |
| R-244cb     | 1-cloro-1,2,2,3-tetrafluoropropano                             | C3H3F4Cl        | 67406-66-0  |
| R-244cc     | 1-cloro-1,1,2,2-tetrafluoropropano                             | C3H3F4Cl        | 421-75-0    |
| R-244da     | 2-cloro-1,1,3,3-tetrafluoropropano                             | C3H3F4Cl        | 19041-02-2  |
| R-244db     | 2-cloro-1,1,1,3-tetrafluoropropano                             | C3H3F4Cl        | 117970-90-8 |
| R-244ea     | 3-cloro-1,1,2,3-tetrafluoropropano                             | C3H3F4Cl        |             |
| R-244eb     | 1-cloro-1,1,1,2-tetrafluoropropano                             | C3H3F4Cl        |             |
| R-244ec     | 1-cloro-1,1,2,3-tetrafluoropropano                             | C3H3F4Cl        |             |
| R-244fa     | 3-cloro-1,1,1,3-tetrafluoropropano                             | C3H3F4Cl        |             |
| R-244fb     | 1-cloro-1,1,3,3-tetrafluoropropano                             | C3H3F4Cl        | 2730-64-5   |
| R-245ca     | 1,1,2,2,3-pentafluoropropano                                   | C3H3F5          | 679-86-7    |
| R-245cb     | Pentafluoropropano                                             | C3H3F5          | 1814-88-6   |
| R-245ea     | 1,1,2,3,3-pentafluoropropano                                   | C3H3F5          | 24270-66-4  |
| R-245eb     | 1,1,1,2,3-pentafluoropropano                                   | C3H3F5          | 431-31-2    |
| R-245fa     | 1,1,1,3,3-pentafluoropropano                                   | C3H3F5          | 460-73-1    |
| R-245mc     | Metil pentafluoroetil etere                                    | C3H3F5O         | 22410-44-2  |
| R-245mf     | Difluorometil 2,2,2-trifluoroetil etere                        | C3H3F5O         | 1885-48-9   |
| R-245qc     | Difluorometil 1,1,2-trifluoroetil etere                        | C3H3F5O         | 69948-24-9  |
| R-251       | Triclorofluoropropano                                          | C3H4FCl3        | 134190-51-5 |
| R-252       | Diclorodifluoropropano                                         | C3H4F2Cl2       | 134190-52-6 |
| R-252ca     | 1,3-dicloro-2,2-difluoropropano                                | C3H4F2Cl2       | 1112-36-3   |
| R-252cb     | 1,1-dicloro-2,2-difluoropropano                                | C3H4F2Cl2       | 1112-01-2   |
| R-252dc     | 1,2-dicloro-1,1-difluoropropano                                | C3H4F2Cl2       |             |
| R-252ec     | 1,1-dicloro-1,2-difluoropropano                                | C3H4F2Cl2       |             |
| R-253       | clorotrifluoropropano                                          | C3H4F3Cl        | 134237-44-8 |
| R-253ba     | 2-cloro-1,2,3-trifluoropropano                                 | C3H4F3Cl        |             |
| R-253bb     | 2-cloro-1,1,2-trifluoropropano                                 | C3H4F3Cl        |             |
| R-253ca     | 1-cloro-2,2,3-trifluoropropano                                 | C3H4F3Cl        | 56758-54-4  |
| R-253cb     | 1-cloro-1,2,2-trifluoropropano                                 | C3H4F3Cl        | 70192-76-6  |
| R-253ea     | 3-cloro-1,1,2-trifluoropropano                                 | C3H4F3Cl        |             |
| R-253eb     | 1-cloro-1,2,3-trifluoropropano                                 | C3H4F3Cl        |             |
| R-253ec     | 1-cloro-1,1,2-trifluoropropano                                 | C3H4F3Cl        |             |
| R-253fa     | 3-cloro-1,3,3-trifluoropropano                                 | C3H4F3Cl        |             |
| R-253fb     | 3-cloro-1,1,1-trifluoropropano                                 | C3H4F3Cl        | 460-35-5    |
| R-253fc     | 1-cloro-1,1,3-trifluoropropano                                 | C3H4F3Cl        |             |
| R-254cb     | 1,1,2,2-tetrafluoropropano                                     | C3H4F4          | 40723-63-5  |
| R-254pc     | Metil 1,1,2,2-tetrafluoroetil etere                            | C3H4F4O         | 425-88-7    |
| R-261       | Diclorofluoropropano                                           | C3H5FCl2        | 134237-45-9 |
| R-261ba     | 1,2-dicloro-2-fluoropropano                                    | C3H5FCl2        | 420-97-3    |
| R-262       | clorodifluoropropano                                           | C3H5F2Cl        | 134190-53-7 |
| R-262ca     | 1-cloro-2,2-difluoropropano                                    | C3H5F2Cl        | 420-99-5    |
| R-262fa     | 3-cloro-1,1-difluoropropano                                    | C3H5F2Cl        |             |
| R-262fb     | 1-cloro-1,3-difluoropropano                                    | C3H5F2Cl        |             |
| R-263       | Trifluoropropano                                               | C3H5F3          |             |
| R-271       | clorofluoropropano                                             | C3H6FCl         | 134190-54-8 |
| R-271b      | 2-cloro-2-fluoropropano                                        | C3H6FCl         | 420-44-0    |
| R-271d      | 2-cloro-1-fluoropropano                                        | C3H6FCl         |             |
| R-271fb     | 1-cloro-1-fluoropropano                                        | C3H6FCl         |             |
| R-272       | Difluoropropano                                                | C3H6F2          |             |
| R-281       | Fluoropropano                                                  | C3H7F           |             |
| R-290       | Propano                                                        | C3H8            | 74-98-6     |
| R-316       | 1,2,3,4-tetracloro-esafluorobutano                             | C4Cl4F6         | 375-45-1    |
| R-c316      | Dicloroesafluorociclobutano                                    | C4Cl2F6         | 356-18-3    |
| R-c317      | Cloroeptafluorociclobutano                                     | C4ClF7          | 377-41-3    |
| R-c318      | Ottafluorociclobutano                                          | C4F8            | 115-25-3    |
| R-3-1-10    | Decafluorobutano                                               | C4F10           |             |
| R-329ccb    | 1,1,1,2,2,3,3,4,4-nonafluorobutano                             | C4HF9           | 375-17-7    |
| R-338eea    | 1,1,1,2,3,4,4,4-ottafluorobutano                               | C4H2F8          | 75995-72-1  |
| R-347ccd    | 1,1,1,2,2,3,3-eptafluorobutano                                 | C4H3F7          | 662-00-0    |
| R-347mcc    | Perfluoropropil metil etere                                    | C4H3F7O         | 375-03-1    |
| R-347mmy    | Perfluoroisopropil metil etere                                 | C4H3F7O         | 22052-84-2  |
| R-356mcf    |                                                                |                 |             |
| R-356mffm   |                                                                |                 |             |
| R-365mfc    | 1,1,1,3,3-pentafluorobutano                                    | C4H5F5          |             |
| R-5-1-14    | Tetradecafluoroesano                                           | C6F14           | 355-42-0    |
| R-400       | R-12/R-114 (60/40 wt%)                                         |                 |             |
| R-401A      | R-22/R-152a/R-124 (53/13/34)                                   |                 |             |
| R-401B      | R-22/R-152a/R-124 (61/11/28)                                   |                 |             |
| R-401C      | R-22/R-152a/R-124 (33/15/52)                                   |                 |             |
| R-402A      | R-125/R-290/R-22 (60/2/38)                                     |                 |             |
| R-402B      | R-125/R-290/R-22 (38/2/60)                                     |                 |             |
| R-403A      | R-290/R-22/R-218 (5/75/20)                                     |                 |             |
| R-403B      | R-290/R-22/R-218 (5/56/39)                                     |                 |             |
| R-404A      | R-125/R-143a/R-134a (44/52/4)                                  |                 |             |
| R-405A      | R-22/R-152a/R-142b/R-c318 (45/7/5.5/42.5)                      |                 |             |
| R-406A      | R-22/R-600a/R-142b (55/04/41)                                  |                 |             |
| R-407A      | R-32/R-125/R-134a (20/40/40)                                   |                 |             |
| R-407B      | R-32/R-125/R-134a (10/70/20)                                   |                 |             |
| R-407C      | R-32/R-125/R-134a (23/25/52)                                   |                 |             |
| R-407D      | R-32/R-125/R-134a (15/15/70)                                   |                 |             |
| R-407E      | R-32/R-125/R-134a (25/15/60)                                   |                 |             |
| R-407F      | R-32/125/134a (30/30/40)                                       |                 |             |
| R-408A      | R-125/R-143a/R-22 (7/46/47)                                    |                 |             |
| R-409A      | R-22/R-124/R-142b (60/25/15)                                   |                 |             |
| R-409B      | R-22/R-124/R-142b (65/25/10)                                   |                 |             |
| R-410A      | R-32/R-125 (50/50)                                             |                 |             |
| R-410B      | R-32/R-125 (45/55)                                             |                 |             |
| R-411A      | R-1270/R-22/R-152a (1.5/87.5/11)                               |                 |             |
| R-411B      | R-1270/R-22/R-152a (3/94/3)                                    |                 |             |
| R-412A      | R-22/R-218/R-142b (70/5/25)                                    |                 |             |
| R-413A      | R-218/R-134a/R-600a (9/88/3)                                   |                 |             |
| R-414A      | R-22/R-124/R-600a/R-142b (51/28.5/4.0/16.5)                    |                 |             |
| R-414B      | R-22/R-124/R-600a/R-142b (50/39/1.5/9.5)                       |                 |             |
| R-415A      | R-22/R-152a (82/18)                                            |                 |             |
| R-415B      | R-22/R-152a (25/75)                                            |                 |             |
| R-416A      | R-134a/R-124/R-600 (59/39.5/1.5)                               |                 |             |
| R-417A      | R-125/R-134a/R-600 (46.6/50.0/3.4)                             |                 |             |
| R-417B      | R-134a/152a (5.0/95.0)                                         |                 |             |
| R-417C      | R-1234yf/134a (56.0/44.0)                                      |                 |             |
| R-418A      | R-290/R-22/R-152a (1.5/96/2.5)                                 |                 |             |
| R-419A      | R-125/R-134a/R-E170 (77/19/4)                                  |                 |             |
| R-419B      | R-125/134a/E170 (48.5/48.0/3.5)                                |                 |             |
| R-420A      | R-134a/R-142b (88/12)                                          |                 |             |
| R-421A      | R-125/R-134a (58/42)                                           |                 |             |
| R-421B      | R-125/R-134a (85/15)                                           |                 |             |
| R-422A      | R-125/R-134a/R-600a (85.1/11.5/3.4)                            |                 |             |
| R-422B      | R-125/R-134a/R-600a (55/42/3)                                  |                 |             |
| R-422C      | R-125/R-134a/R-600a (82/15/3)                                  |                 |             |
| R-422D      | R-125/R-134a/R-600a (65.1/31.5/3.4)                            |                 |             |
| R-422E      | R-125/134a/600a (58.0/39.3/2.7)                                |                 |             |
| R-423A      | R-134a/R-227ea (52.5/47.5)                                     |                 |             |
| R-424A      | R-125/R-134a/R-600a/R-600/R-601a (50.5/47/.9/1/.6)             |                 |             |
| R-425A      | R-32/R-134a/R-227ea (18.5/69.5/12)                             |                 |             |
| R-426A      | R-125/R-134a/R-600/R-601a (5.1/93/1.3/.6)                      |                 |             |
| R-427A      | R-32/R-125/R-143a/R-134a (15/25/10/50)                         |                 |             |
| R-437A      | R-134A/R-218/R-600/R-601 (78.5/19.5/1.4/0.6)                   |                 |             |
| R-428A      | R-125/R-143a/R-290/R-600a (77.5/20/.6/1.9)                     |                 |             |
| R-439A      | R-32/R-125/R-600a (50.0/47.0/3.0)                              |                 |             |
| R-440A      | R-290/R134a/R152a (0.6/1.6/97.8)                               |                 |             |
| R-441A      | R-170/290/600a/600 (3.1/54.8/6.0/36.1)                         |                 |             |
| R-442A      | R-32/125/134a/152a/227ea (31.0/31.0/30.0/3.0/5.0)              |                 |             |
| R-443A      | R-1270/290/600a (55.0/40.0/5.0)                                |                 |             |
| R-444A      | R-32/152a/1234ze(E) (12.0/5.0/83.0)                            |                 |             |
| R-444B      | R-32/152a/1234ze(E) (41.5/10.0/48.5)                           |                 |             |
| R-445A      | R-744/134a/1234ze(E) (6.0/9.0/85.0)                            |                 |             |
| R-446A      | R-32/1234ze(E)/600 (68.0/29.0/3.0)                             |                 |             |
| R-447A      | R-32/125/1234ze(E) (68.0/3.5/28.5)                             |                 |             |
| R-448A      | R-32/125/1234yf/134a/1234ze(E)(26.0/26.0/20.0/21.0/7.0)        |                 |             |
| R-449A      | R-32/R-125/R-1234yf/R-134A (24.3/24.7/25.3/25.7)               |                 |             |
| R-450A      | R-134a/1234ze(E) (42.0/58.0)                                   |                 |             |
| R-451A      | R-1234yf/134a (89.8/10.2)                                      |                 |             |
| R-451B      | R-1234yf/134a (88.8/11.2)                                      |                 |             |
| R-452A      | R-32/R-125/R-1234yf (11.0/59.0/30.0)                           |                 |             |
| R-500       | R-12/R-152a (73.8/26.2)                                        |                 |             |
| R-501       | R-22/R-12 (75/25)                                              |                 |             |
| R-502       | R-22/R-115 (48.8/51.2)                                         |                 |             |
| R-503       | R-23/R-13 (40.1/59.9)                                          |                 |             |
| R-504       | R-32/R-115 (48.2/51.8)                                         |                 |             |
| R-505       | R-12/R-31 (78/22)                                              |                 |             |
| R-506       | R-31/R-114 (55.1/44.9)                                         |                 |             |
| R-507A      | R-125/R-143a (50/50)                                           |                 |             |
| R-508A      | R-23/R-116 (39/61)                                             |                 |             |
| R-508B      | R-23/R-116 (46/54)                                             |                 |             |
| R-509A      | R-22/R-218 (44/56)                                             |                 |             |
| R-511A      | R-290/E170 (95.0/5.0)                                          |                 |             |
| R-513A      | R-1234yf/R-134A (56.0/44.0)                                    |                 |             |
| R-600       | Butano                                                         | CH3CH2CH2CH3    | 106-97-8    |
| R-600a      | Isobutano                                                      | CH(CH3)2CH3     | 75-28-5     |
| R-601       | Pentano                                                        | CH3CH2CH2CH2CH3 | 109-66-0    |
| R-601a      | Isopentano                                                     | (CH3)2CHCH2CH3  | 78-78-4     |
| R-610       | Dietil etere                                                   | C2H5OC2H5       | 60-29-7     |
| R-611       | Metil formiato                                                 | C2H4O           | 107-31-3    |
| R-630       | Metilammina                                                    | CH2NH2          | 74-89-5     |
| R-631       | Etilammina                                                     | C2H5NH2         | 75-04-7     |
| R-702       | Idrogeno                                                       | H2              | 1333-74-0   |
| R-704       | Elio                                                           | He              | 7440-59-7   |
| R-717       | Ammoniaca                                                      | NH3             | 7664-41-7   |
| R-718       | Acqua                                                          | H2O             | 7732-18-5   |
| R-720       | Neon                                                           | Ne              | 7440-01-9   |
| R-728       | Azoto                                                          | N2              | 7727-37-9   |
| R-732       | Ossigeno                                                       | O2              | 7782-44-7   |
| R-740       | Argon                                                          | Ar              | 7440–37–1   |
| R-744       | Anidride carbonica                                             | CO2             | 124-38-9    |
| R-744A      | Ossido nitroso                                                 | N2O             | 10024-97-2  |
| R-764       | Anidride solforosa                                             | SO2             | 7446-09-5   |
| R-784       | Kripton                                                        | Kr              | 7439-90-9   |
| R-1112      | 1,2-dicloro-1,2-difluoroetilene                                | C2Cl2F2         | 79-35-6     |
| R-1112a     | 1,1-dicloro-2,2-difluoroetilene                                | C2Cl2F2         | 79-35-6     |
| R-1113      | clorotrifluoroetilene                                          | C2ClF3          | 79-38-9     |
| R-1114      | Tetrafluoroetilene                                             | C2F4            | 116-14-3    |
| R-1120      | Tricloroetilene                                                | C2HCl3          | 79-01-6     |
| R-1130      | 1,2-dicloroetilene                                             | C2H2Cl2         | 156-59-2    |
| R-1132      | 1,1-difluoroetilene                                            | C2H2F2          | 75-38-7     |
| R-1140      | Cloroetilene                                                   | C2H3Cl          | 75-01-4     |
| R-1141      | Fluoroetilene                                                  | C2H3F           | 75-02-5     |
| R-1150      | Etilene                                                        | C2H4            | 74-85-1     |
| R-1216      | Esafluoropropene                                               | C3F6            | 116-15-4    |
| R-1233zd(E) | trans-1-cloro-3,3,3-trifluoro-1-propene                        | C3H2F3Cl        | 102687-65-0 |
| R-1234yf    | 2,3,3,3-Tetrafluoropropene                                     | C3H2F4          | 754-12-1    |
| R-1234ze(E) | trans-1,3,3,3-tetrafluoro-1-propene                            | C3H2F4          | 29118-24-9  |
| R-1218      | Esafluoropropene trimero                                       | (C3F6)3         | 6792-31-0   |
| R-1270      | Propene                                                        | C3H6            | 115-07-1    |